# Paar (Adelsgeschlecht)

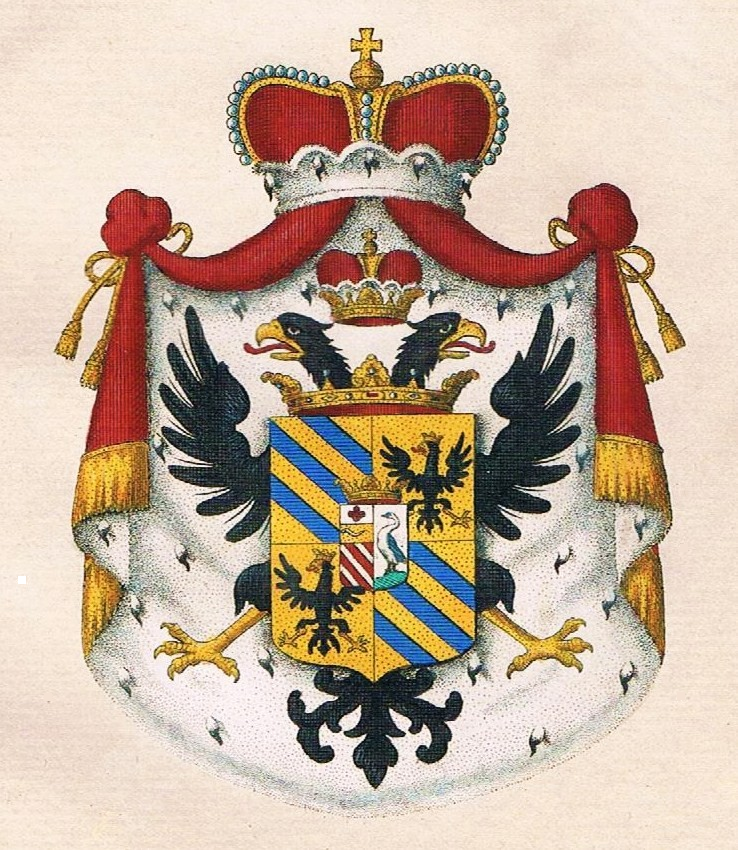
Wappen der Fürsten von Paar

Paar ist ein österreichisches Adelsgeschlecht. Ihre Vertreter erwarben sich seit dem 16. Jahrhundert große Verdienste um das österreichische Postwesen.

## Geschichte

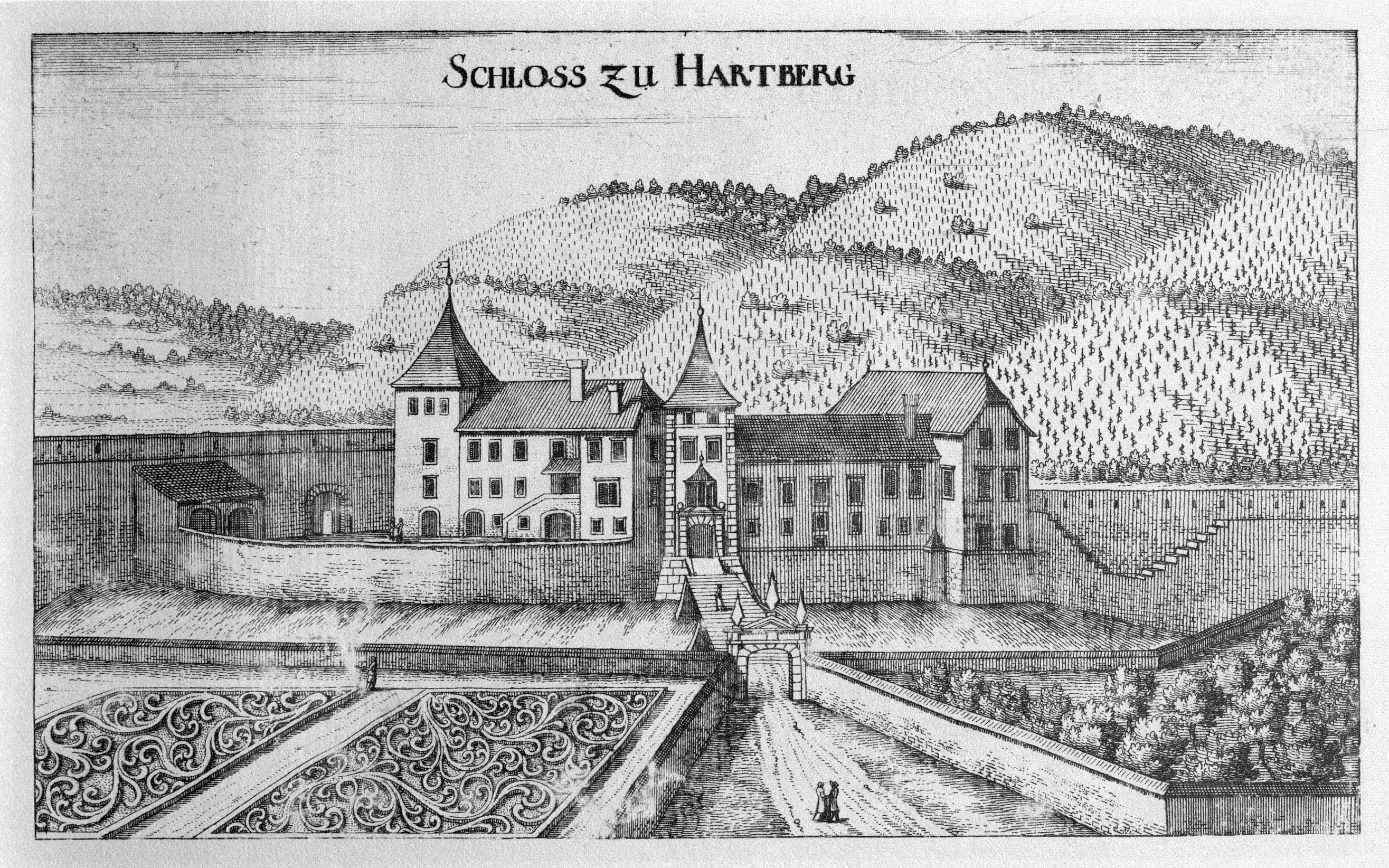
Schloss Paar in Hartberg, Steiermark (1681)

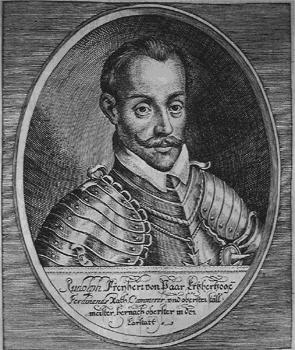
Rudolf Freiherr von Paar († 1640), Befehlshaber der Kroatischen Militärgrenze 1622–1626

Das Geschlecht stammte vermutlich ursprünglich aus Italien und trat mit Zeno Scurino, genannt Paar, 1450 zuerst urkundlich auf; später traten sie in die Dienste der Habsburger ein. 1560 erlangte Peter Joseph Paar, Oberpostmeister in Pressburg, den ungarischen Adelsstand und am 5. Februar 1574 den Reichsritterstand. Johann Baptist von Paar wurde von Erzherzog Karl II. zum Postmeister für Innerösterreich ernannt. Er erwarb 1571 in Hartberg in der Steiermark das Schloss Paar. Sein Sohn Johann Christoph kaufte 1590 den Krottenhof in Graz.
Am 21. Januar 1606 wurden die Brüder und Vettern Rudolf, Julius, Johann Friedrich, Johann Christoph und Vespasian von Paar zu Hardtperg in den Reichsfreiherrenstand erhoben.
Johann Christoph von Paar, kaiserlicher Kämmerer, kaufte 1622 von Johann Jacob Magno das Hofpostamt in Wien und übernahm damit auch die Niederösterreichische Landespost, so dass das Innerösterreichische und Niederösterreichische Postwesen zusammengelegt waren. 1623 erhielt er alle damit verbundenen Privilegien bestätigt. 1624 wurde er auch mit dem Postwesen in Böhmen und Mähren belehnt. Die Bestätigung des Lehens erfolgte 1630 mit der Bestimmung, dass immer der älteste des Geschlechts sich obrister Erbpostmeister, die jüngeren nur Erbpostmeister nennen sollten. Am 1. Juni 1629 erhielt er auch den Lehnsbrief für das innerösterreichische Postamt, das er auch schon vorher verwaltet hatte. Julius Freiherr von Paar wurde mit dem Oberhofpostmeisteramt von Ungarn, Böhmen und Österreich ob und unter der Enns belehnt.
Die Familie stand damit in langjähriger Konkurrenz zur Familie Thurn und Taxis, die im Auftrag der Habsburger 1490 den Niederländischen Postkurs (eine spanisch-habsburgische Transitroute kreuz und quer durch Europa) und die Habsburger Post (1490–1556) eingerichtet hatte, ferner ab 1595 die Kaiserliche Reichspost, wodurch sie das europäische Postwesen kontrollierte. Die Taxis hatten seit 1480 auch gelegentlich das Hofpostamt Österreichs mitversehen, das dann aber zuerst an die Familie Wolzogen vergeben wurde, sodann an Magno und ab 1622 für hundert Jahre an die Postmeisterdynastie der Paar, die dadurch auf zahlreichen Postrouten innerhalb der habsburgischen Erblande mit den Taxis konkurrierte. Der Antrag des Grafen Karl von Paar im Jahre 1665 auf die Übernahme des Tiroler Postwesens, das von den Innsbrucker Taxis betrieben wurde, durch die kaiserliche Hofpost scheiterte, da der Kaiser Rücksicht auf den besonderen Status der spanischen Transitroute nehmen musste.
1636 erhielt Johann Christoph von Paar die Zusage seiner Erhebung in den Reichsgrafenstand, starb aber noch im selben Jahr. Erst am 21. Oktober 1652 erhielt sein zweiter Nachfolger Karl den Grafentitel tatsächlich. Die Freiherren von Paar wurden im Laufe der Zeit Grundherren in Böhmen. Am 6. März 1652 wurde ihnen das böhmische Inkolat verliehen. Die böhmische Grafenstandsbestätigung folgte am 14. Januar 1654, die Wappenvereinigung mit den ausgestorbenen Schwanberg und Rosenberg fand am 28. November 1665 statt.
Der böhmische Fürstenstand (Primogenitur) wurde in Wien am 1. August 1769 an den Wirklichen Geheimen Rat und Kämmerer, Obersten Reichs-Hof- und Generalpostmeister Graf Wenzel Johann Joseph von Paar verliehen, der schon am 5. August 1769 auch in den Reichsfürstenstand mit der Anrede „Hochgeboren“ erhoben wurde und zugleich das Große Palatinat erhielt. Allerdings erfolgte keine Einführung in den Reichsfürstenrat, da der Fürst kein reichsunmittelbares Territorium besaß, weshalb der Bundestagsbeschluss vom 18. August 1825, der die offizielle Anerkennung der Erhebungen der mediatisierten Fürsten vor August 1806 beinhaltete, auf die Paar nicht angewandt wurde. Als eines von 16 nicht-mediatisierten fürstlichen Geschlechtern hatte die Familie immerhin einen erblichen Sitz im Herrenhaus, dem Oberhaus des österreichischen Reichsrates, seit dem 18. April 1861 inne.
Karl, 5. Fürst von Paar auf Hartberg und Krottenstein, erhielt daher erst in Ischl am 20. Juli 1905 die Anrede „Durchlaucht“ verliehen. Die Nachgeborenen führen Titel und Namen „Graf von Paar“ beziehungsweise „Gräfin von Paar“. Alois von Paar (1840–1909) war österreichischer Feldmarschalleutnant, Eduard Graf Paar (1837–1919) Inhaber des nach ihm benannten K.u.k. Böhmischen Dragoner-Regiment „Graf Paar“ Nr. 2 und langjähriger Generaladjutant von Kaiser Franz Joseph I. Heutiger Chef des Hauses ist seit April 1979 Alfons Wenzel Maria Wilhelm Victor Carl Pius 7. Fürst Paar, der in der italienischen Schweiz ansässig ist.

## Besitztümer
Johann Christoph von Paar erwarb im Jahre 1571 in Hartberg in der Steiermark das Schloss Paar, welches mehrere Jahrhunderte lang im Besitz der Familie blieb und erst 1981 verkauft wurde. In Wien befand sich seit dem 16. Jahrhundert das Palais Paar an der Wollzeile, das 1931 verkauft wurde.
Die Paar erbten durch die Heirat des Grafen Johann Leopold Paar mit Gräfin Marie Theresia Violanta von Sternberg (1699–1761) größere Ländereien in Böhmen, darunter die Allodialherrschaft Bechin und das angeschlossene Allodialgut Draschitz, auf denen sie sich die meiste Zeit aufhielten. 1793 erwarben sie Kardašova Řečice und Pluhův Žďár, das 1928 im Rahmen der Landreform an den Außenminister und späteren Präsidenten Edvard Beneš verkauft werden musste. Die übrigen Besitzungen in Böhmen gingen nach dem Zweiten Weltkrieg durch Enteignung verloren.
Ferner war eine Villa in Traunkirchen im Besitz der Grafen Paar.

Besitztümer
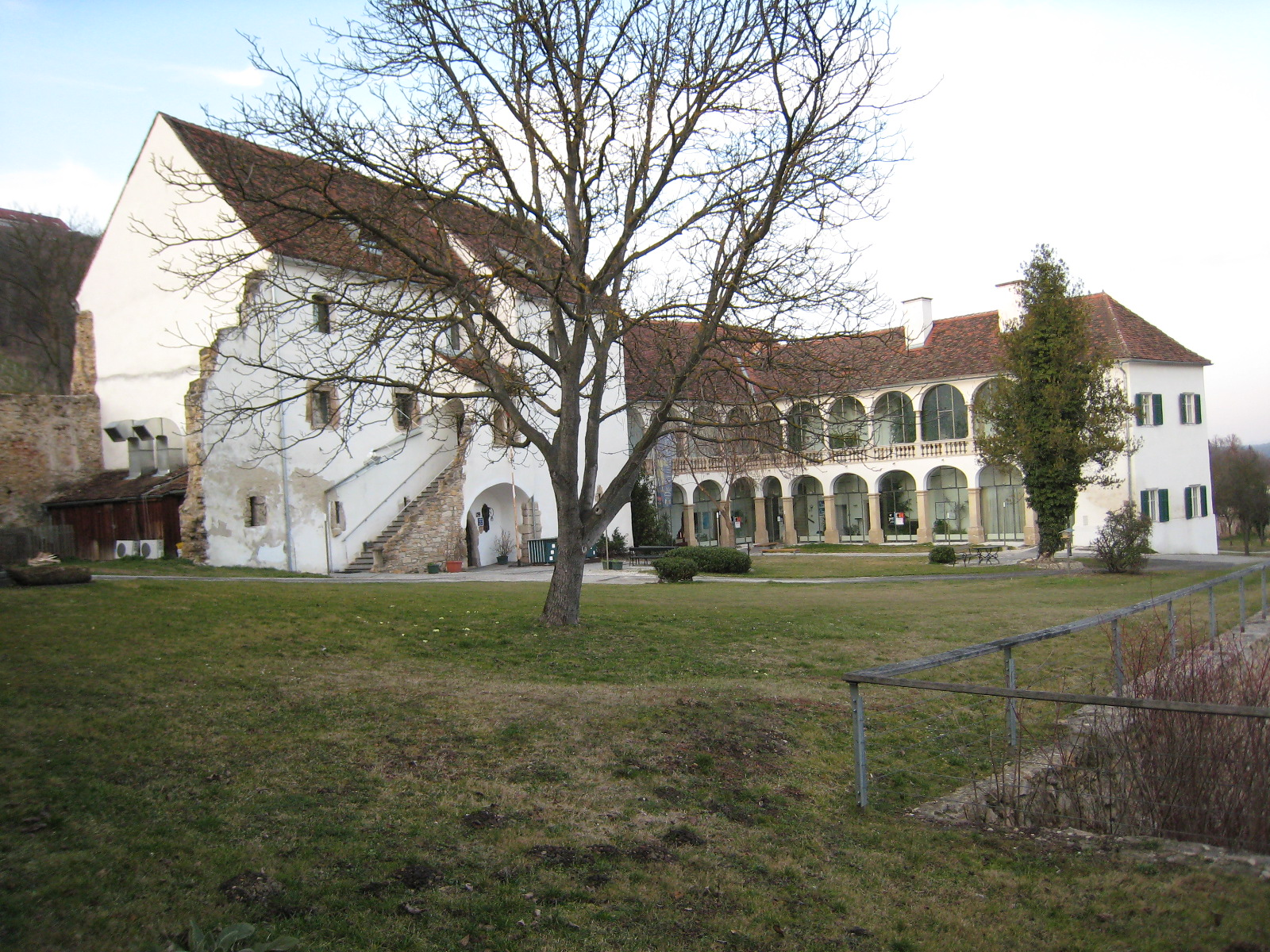
Schloss Paar, Hartberg, Steiermark
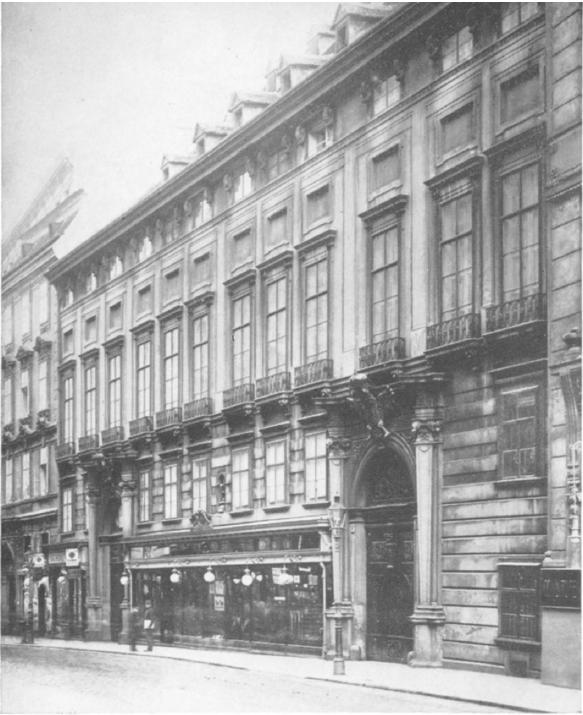
Palais Paar, Wien
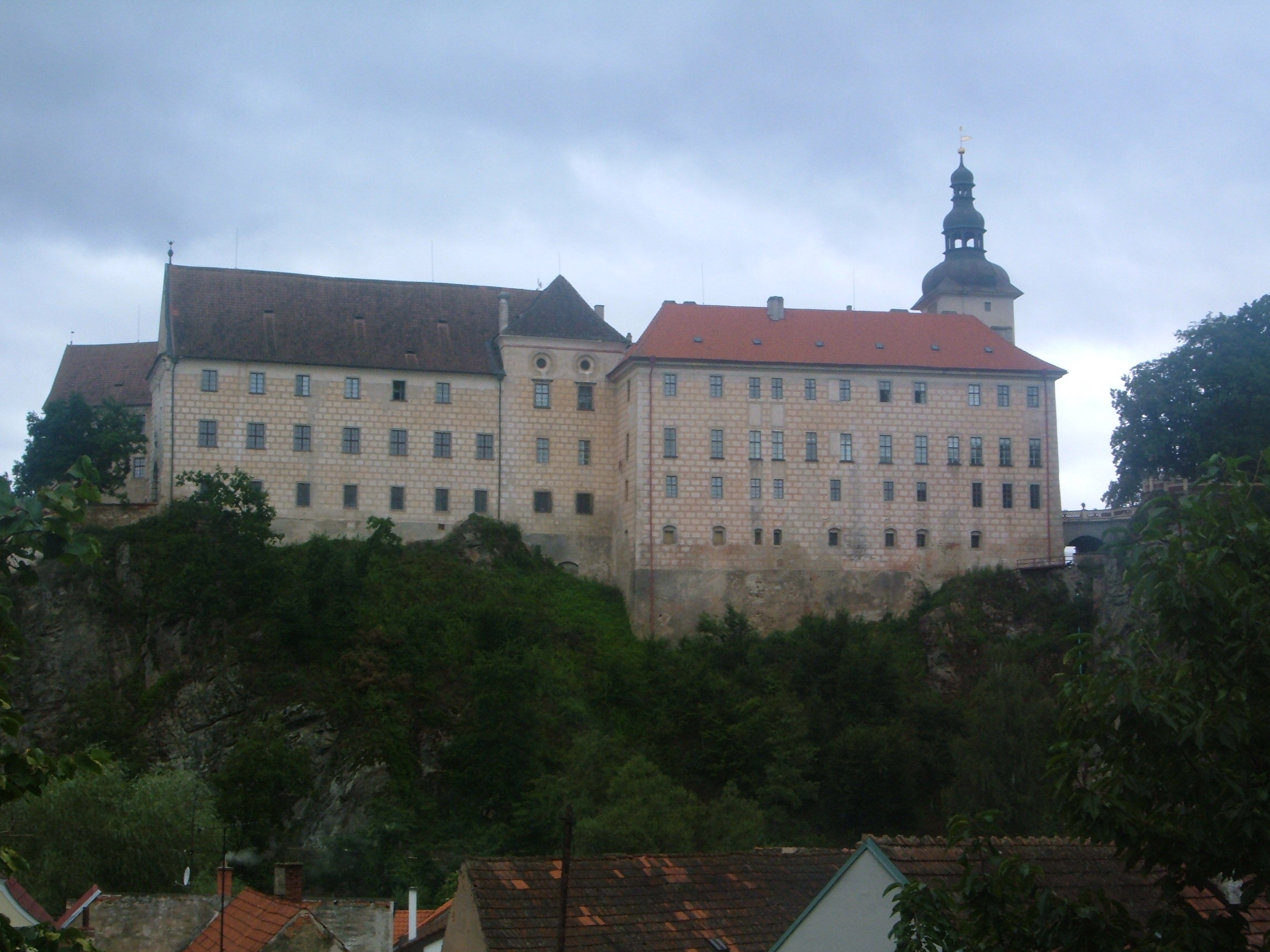
Schloss Bechyně (Bechin), Böhmen
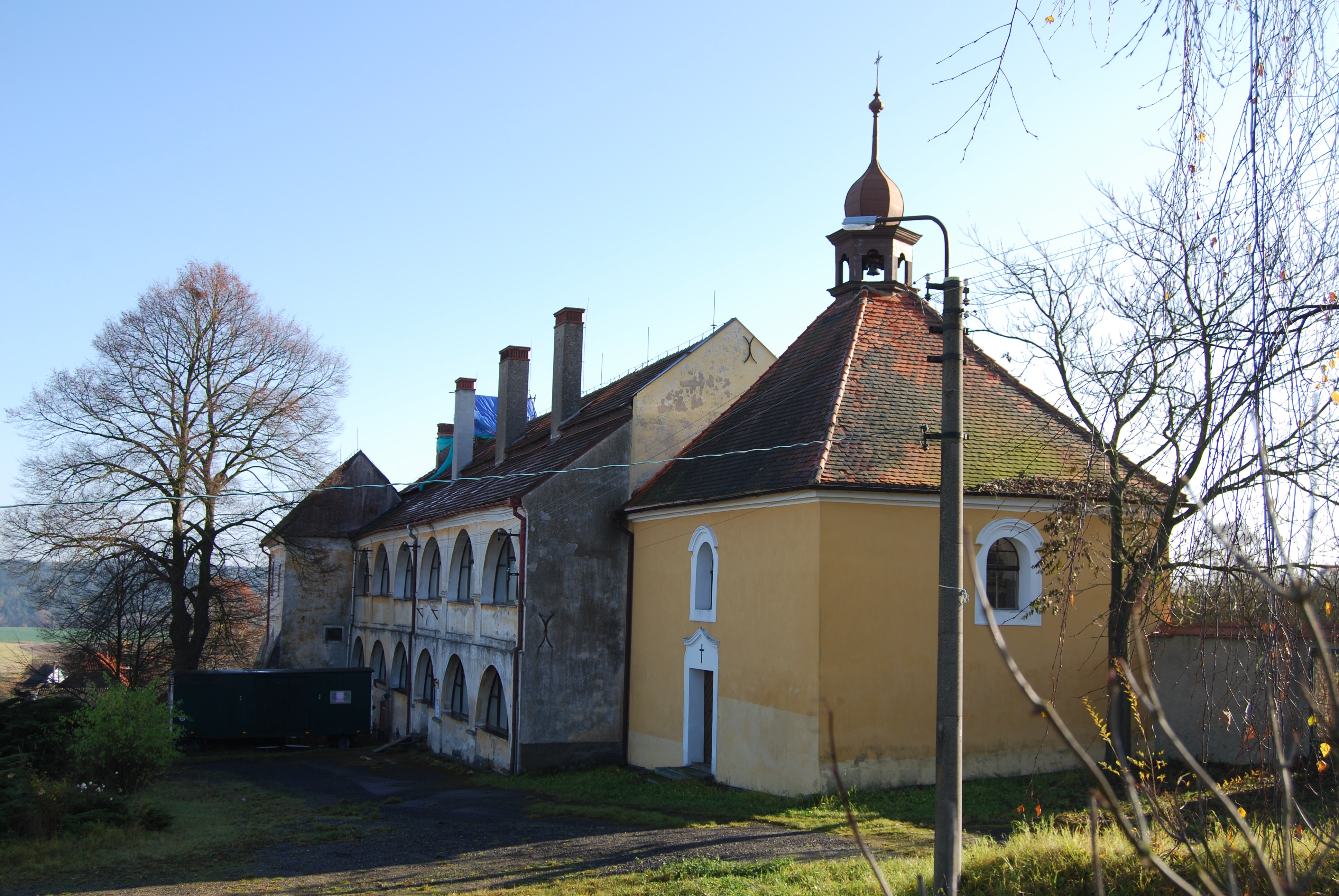
Schloss Draschitz, Böhmen
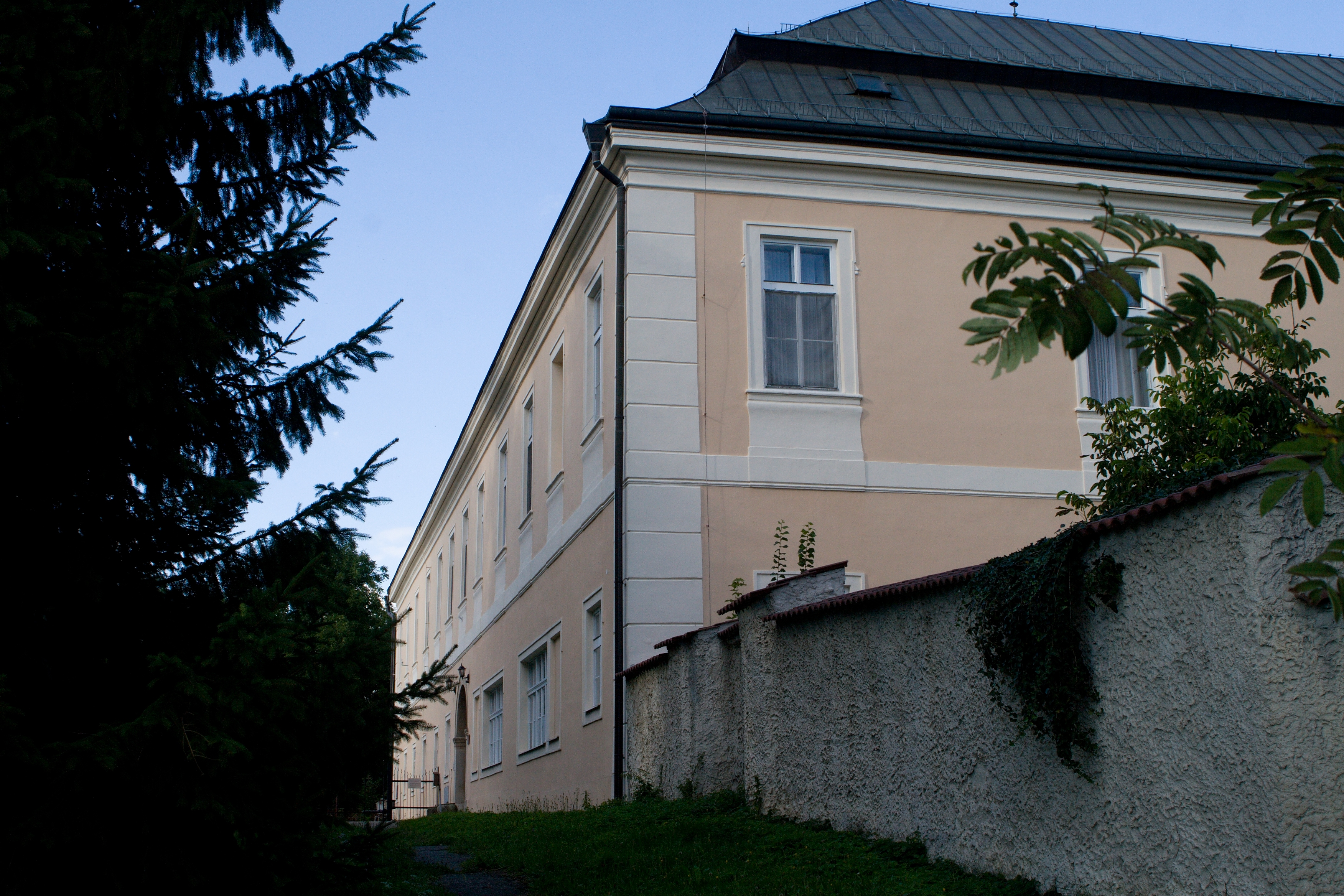
Schloss Kardašova Řečice, Böhmen
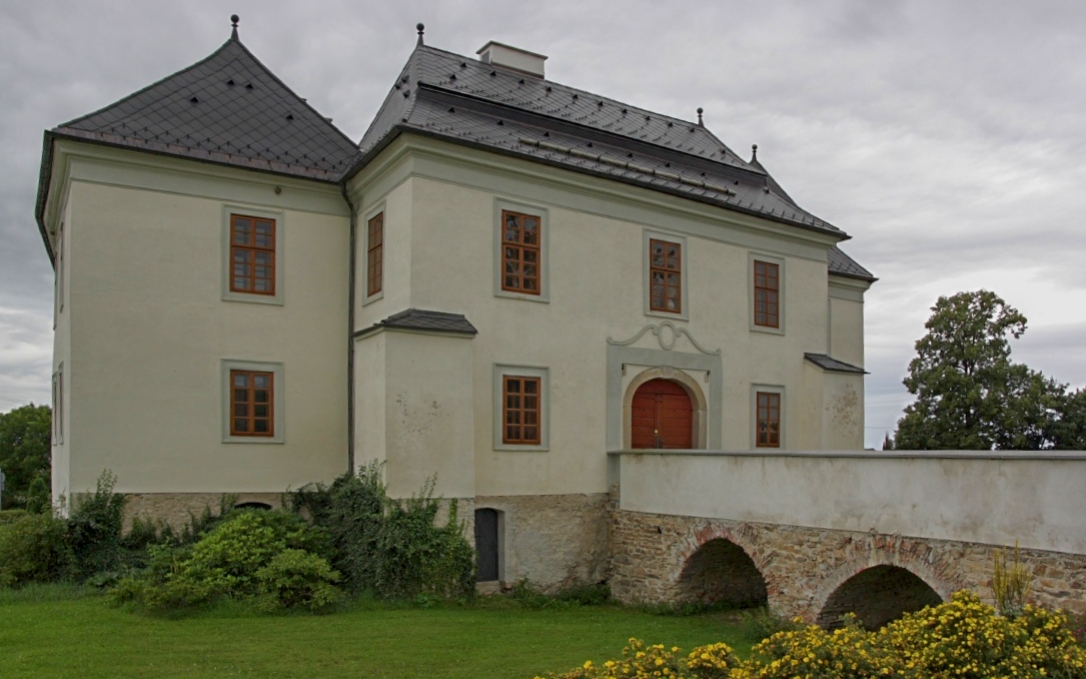
Schloss Pluhův Žďár, Böhmen
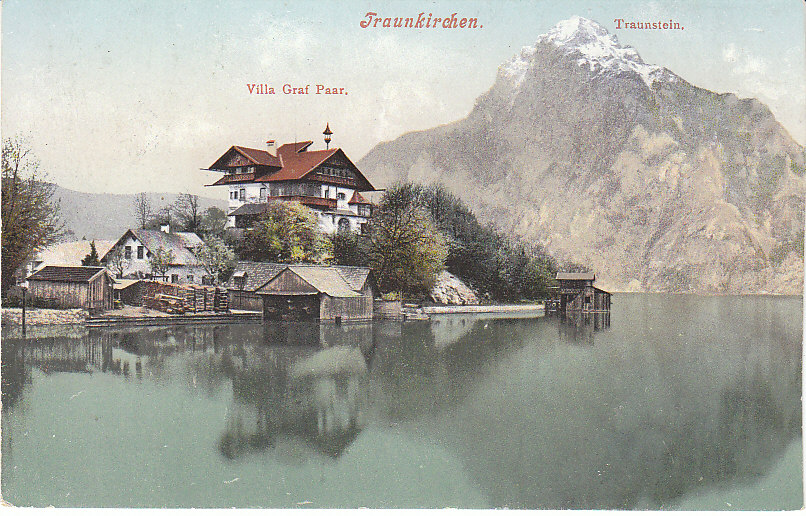
Villa des Grafen Paar in Traunkirchen (um 1906)

Wappen
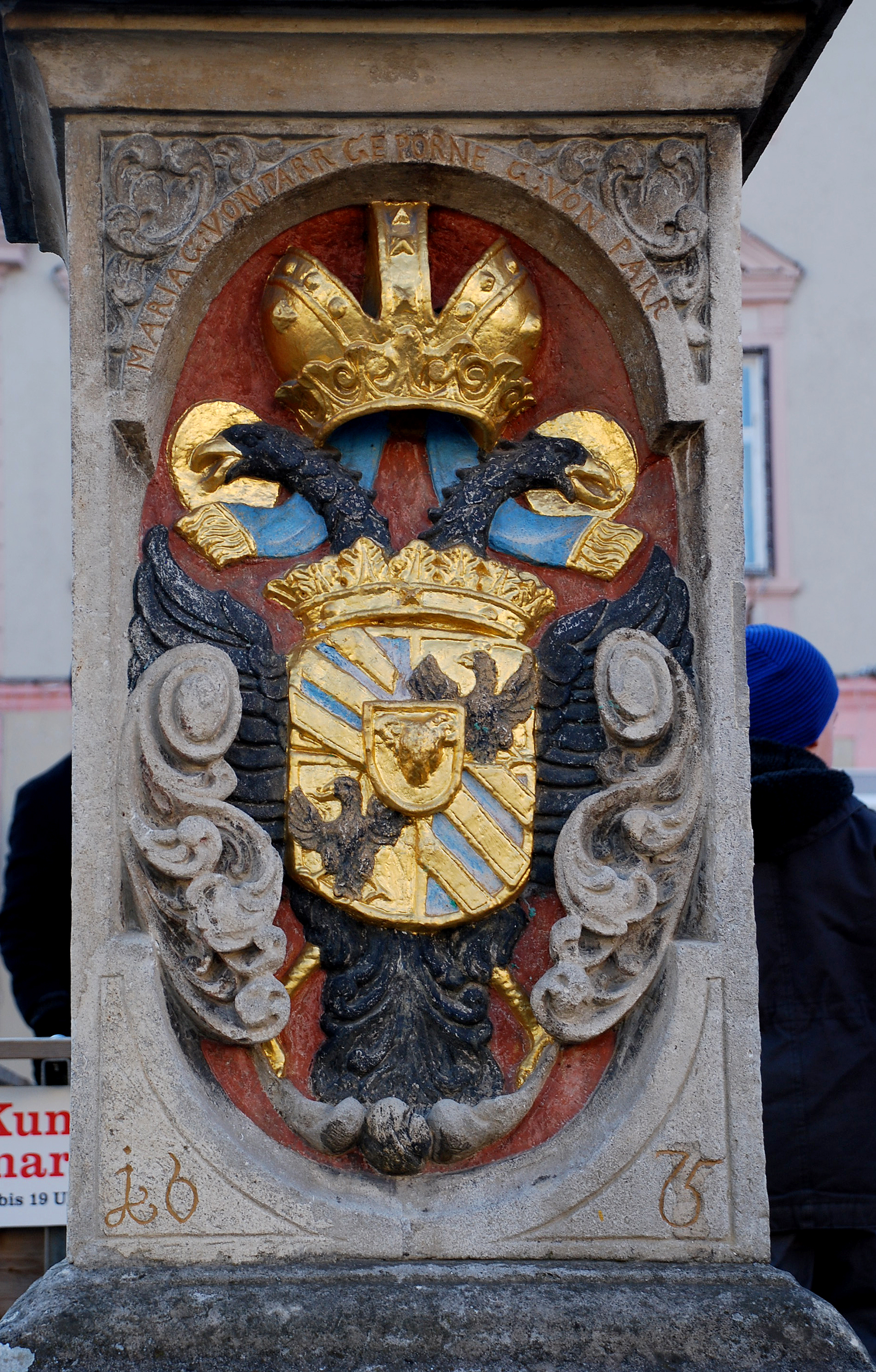
Wappen an der Mariensäule zu Hartberg
Wappen des Grafen von Paar
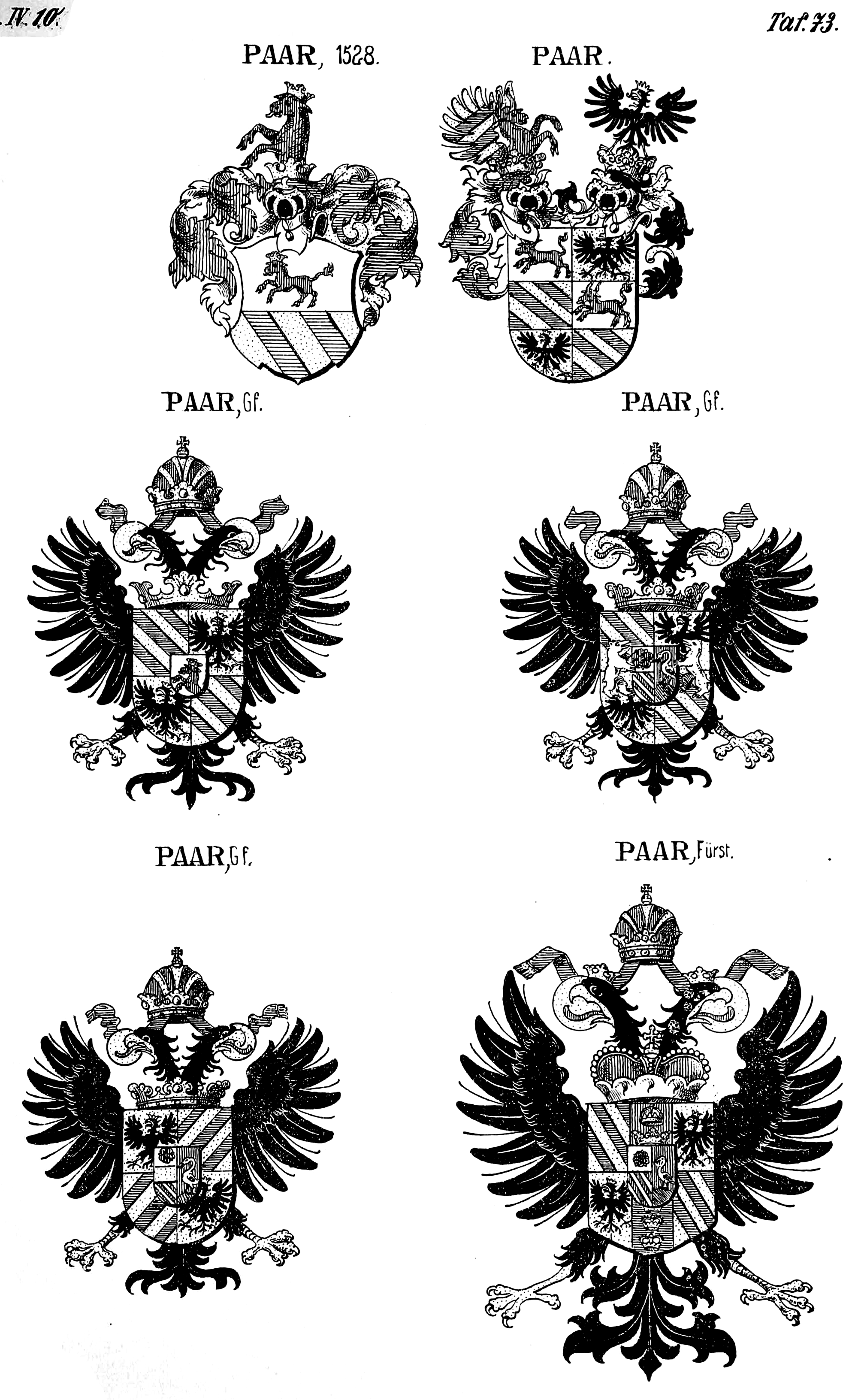
Entwicklung der Wappen der Paar nach Siebmacher

## Angehörige der Familie

### Fürsten von Paar
- Wenzel Johann Joseph (1719–1792), 1. Fürst von Paar 1769–1792
- Wenzel Franz Anton (1744–1812), 2. Fürst von Paar 1792–1812
- Karl Joseph Anton (1772–1819), 3. Fürst von Paar 1812–1819, österreichischer Generalmajor
- Karl Wenzel Ludwig (1806–1881), 4. Fürst von Paar 1819–1881
- Karl Johann Wenzel (1834–1917), 5. Fürst von Paar 1881–1917
- Alfons Maria Ernst (1903–1979), 6. Fürst von Paar 1917–1919
- Alfons Wenzel Maria Wilhelm von Paar, Chef des Hauses seit 1979

### Weitere Mitglieder
- Rudolf von Paar (?–1640), Freiherr, Befehlshaber der Kroatischen Militärgrenze
- Johann Baptist von Paar (16. Jahrhundert), österreichischer Postmeister
- Johann Christoph von Paar († 1636), österreichischer kaiserlicher Rat
- Johann von Paar (Oberst) (1780–1839), k. k. Oberst, Ritter des militärischen Maria-Theresia-Ordens
- Karl Joseph von Paar (1654–1725), Numismatiker
- Ludwig von Paar (1817–1893), österreichischer Diplomat und Kunstsammler
- Eduard von Paar (1837–1919), österreichischer Feldmarschallleutnant
- Alois von Paar (1840–1909), österreichischer Feldmarschallleutnant